# Jan Habrda
Jan Habrda (6. prosince 1912, Třebíč – 16. srpna 1943, Berlín-věznice Plötzensee) byl československý radioamatér a československý odbojář.

## Život
Habrda se narodil v Třebíči. Jeho otcem byl obuvnický dělník Jan Habrda, matkou byla Antonie Habrdová. Mezi lety 1922 a 1937 byl členem Junáka a Sokola v Třebíči. 
Od roku 1931 do roku 1933 studoval v Brně elektrotechnickou školu. Od roku 1934 do roku 1936 absolvoval vojenskou službu u dělostřelecké jednotky v Jihlavě, později v 6. dělostřelecké brigádě v Brně. Později pracoval v radiostrojírenské společnosti v Brně a pro československou poštu. Ve svém volném čase se zabýval amatérským vysíláním, kde používal volací znak OK2AH, kde AH pocházelo z iniciál jeho sestry Antonie.
Dne 16. března 1939 byl protektorát Čechy a Morava, prohlášen za součást území německé Říše[zdroj⁠?!]. V září roku 1939 nastoupil do Telegrafního stavebního úřadu v Praze 7. Habrda patřil do skupiny radioamatérů, která se v roce 1940 dostala do kontaktu s Vladislavem Bobákem. Byl členem a hlavním aktérem skupiny Československých pilotů, kteří byli vysazeni jako tajní agenti Sovětské tajné služby za nepřátelskou linií[zdroj⁠?!]. Měli mimo jiné zjišťovat německé přesuny a vojenské projekty na území protektorátu. Vytvořili síť informátorů, která postupně pokryla celé území protektorátu. Informace byly odesílány mimo jiné prostřednictvím šifrovaných zpráv, pro ty byli dva členové výsadku speciálně vyškoleni. 
Vzhledem k rozšiřování sítě bylo potřeba stále více stanic. Proto se do skupiny jako radista přidal Gustav Košulič, který byl přijat Vladislavem Bobákem. Dále se do skupiny přidal Radoslav Selucký, který nadále rozšiřoval síť stanic. Jan Habrda jej podporoval a pomohl mu vybudovat a rozšiřovat stanice. Spolupracoval také s radioamatéry Vladimírem Kottem (OK1FF) a Aloisem Horkým (OK1HY).
Na začátku roku 1941 byla síť prozrazena, Habrda byl spolu s dalšími členy skupiny dne 14. března zatčen gestapem ve svém bytě v Praze. V listopadu 1942 byl odsouzen k trestu smrti. Většina členů byla popravena 12. července 1943, Jan Habrda až 16. srpna 1943 na centrálním popravčím místě ve věznici v Berlíně-Plötzensee.

## Vyznamenání

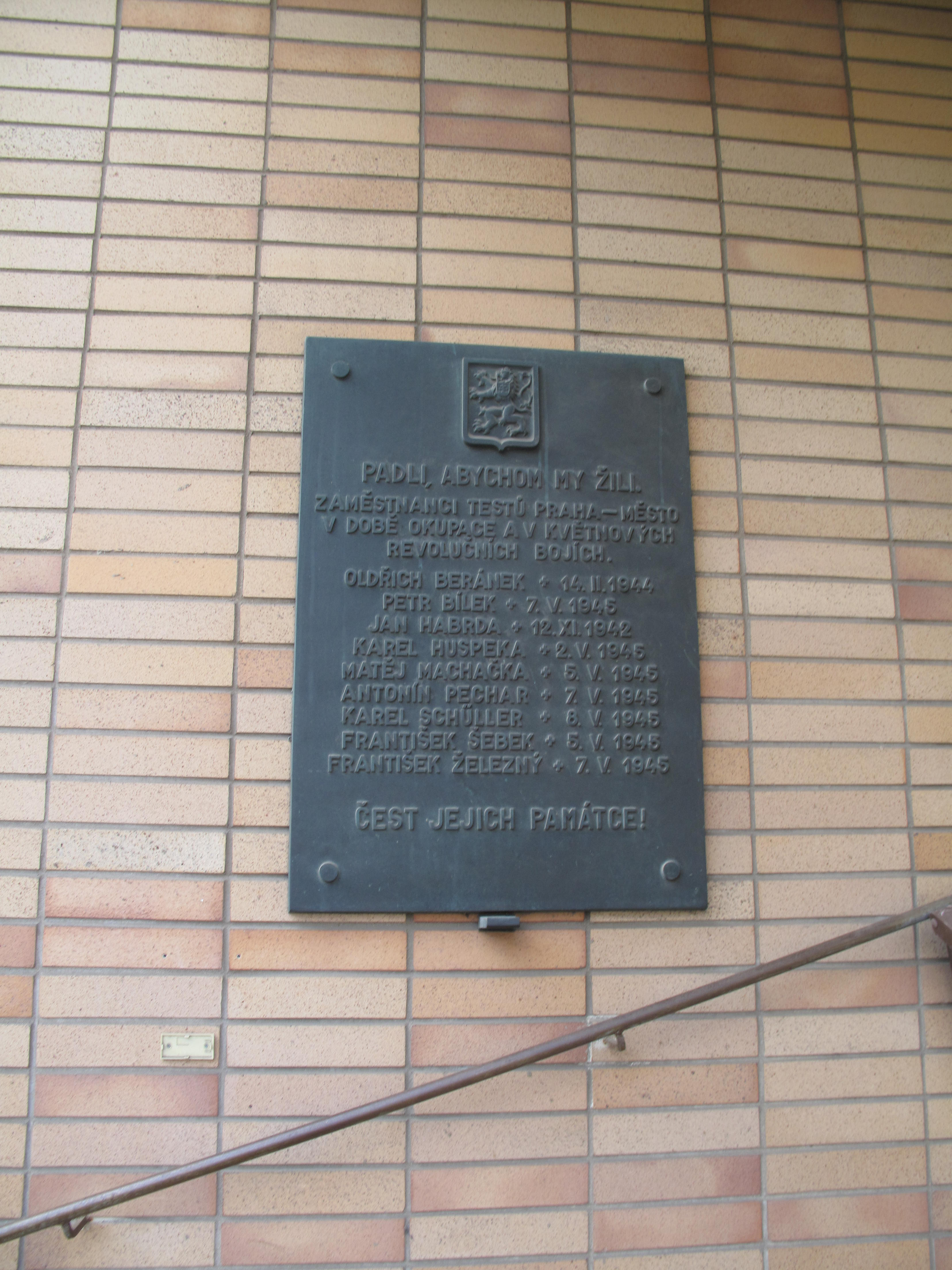
Pamětní deska v Olšanské ulici. U Jana Habrdy je namísto data úmrtí uvedeno datum vynesení trestu smrti

V roce 1945 byl in memoriam vyznamenán Československým válečným křížem a Junáckým křížem – Za statečnost. Také byl Českým radioklubem zařazen do skupiny mimořádně zasloužilých radioamatérů, jejichž volací značky již není možné dále přiřazovat.
V rodném městě Třebíči je podle Jana Habrdy pojmenována ulice, jeho jméno je také uvedeno na pamětních deskách v Olšanské ulici čp. 3 v Praze a na budově třebíčského divadla Pasáž na pamětní desce třebíčských Sokolů.